# Pałac w Sułowie
Pałac w Sułowie – zabytkowy pałac w Sułowie, w województwie dolnośląskim, w powiecie milickim, w gminie Milicz.
Obiekt wybudowany w 1680 r. jako rezydencja hrabiowskiej rodzinny Burghausów.

## Historia
Pałac zbudowano w stylu barokowym. Został przebudowany w XVIII w. w stylu rokoko. W 1817 r., po śmierci Sylviusa von Burghausa, pałac odziedziczyła jego córka Julia, która poślubiła barona von Troschke. Po kilku latach oboje oni zmarli, a właścicielem pałacu został rotmistrz kawalerii, hrabia Friedrich Krain-Schweinitz. W rękach tej rodziny płac pozostał aż do 1945 r.
Po  wojnie w pałacu umieszczono ośrodek kolonijny zakładów przemysłu włókienniczego z Łodzi, a następnie ośrodek wy-
chowawczy. Obiekt był remontowany w latach 1963–1964 oraz 1973–1978. Po zmianach ustrojowych przeszedł w ręce gminy, od której kupił go prywatny inwestor z przeznaczeniem na hotel i restaurację.

## Architektura
Murowany pałac zbudowano na rzucie prostokąta. Trójkondygnacyjny, nakryty jest dachem mansardowym czterospadowym z lukarnami, przy czym trzecia kondygnacja wyraźnie występuje tylko w centralnym ryzalicie, a w częściach bocznych ukryta jest w mansardzie. Front 11-osiowy, od frontu wspomniany ryzalit z centralnie umieszczonym głównym wejściem na poziomie wysokiego parteru, do którego prowadzą schody. Portal ujęty pilastrami, z przerwanym naczółkiem. Nad wejściem kartusz z herbami:  Mikołaja Konrada von Burghausa (1659- 1697, L) i jego żony Ewy Marii von Nowack (P). Elewację ożywia podział płycinami i profilowane obramienia okien. Wystrój wnętrza wystrój barokowy i, w mniejszym stopniu, rokokowy. Wyróżnia się rokokowy piec kaflowy z drugiej połowy XVIII w.

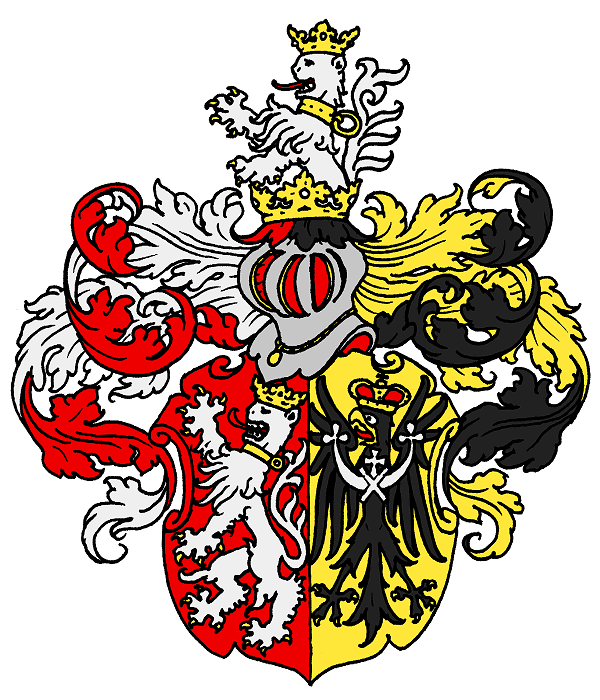
Herb Mikołaja Burghausa
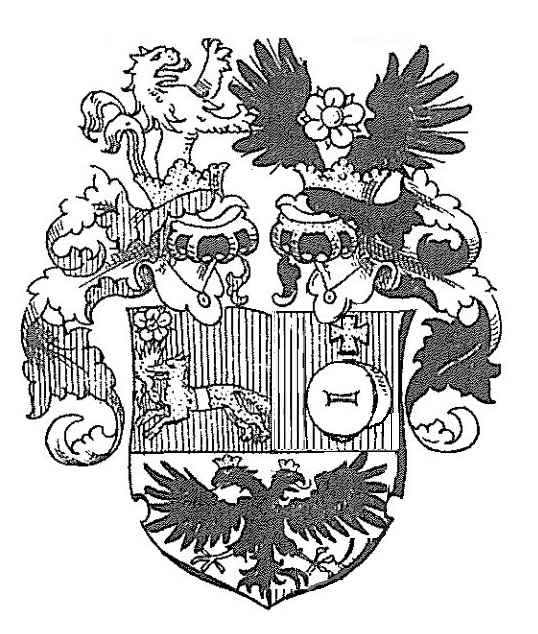
Herb Ewy von Nowack

## Park
Obiekt jest częścią zespołu pałacowego, w skład którego wchodzi park, założony w 1775 r. z inicjatywy Johana Sylviusa von Burghausa. Przed pałacem istniał gazon, który obiegała droga prowadząca na pałacowy podjazd. Założenie – w formie kompozycji geometrycznej - zostało następnie powiększone o park krajobrazowy w stylu angielskim o powierzchni ok. 11 ha. W zachodniej części parku polana widokowa, prowadząca do stawu o nieregularnej linii brzegowej, w którym okresowo hodowano karpie. W parku interesujący drzewostan, w którym dominują dęby, wiązy, jawory i jesiony. Na wzgórku w północnej części parku 170-letnia lipa, a przed pałacem leciwe platany.